# Tápegység

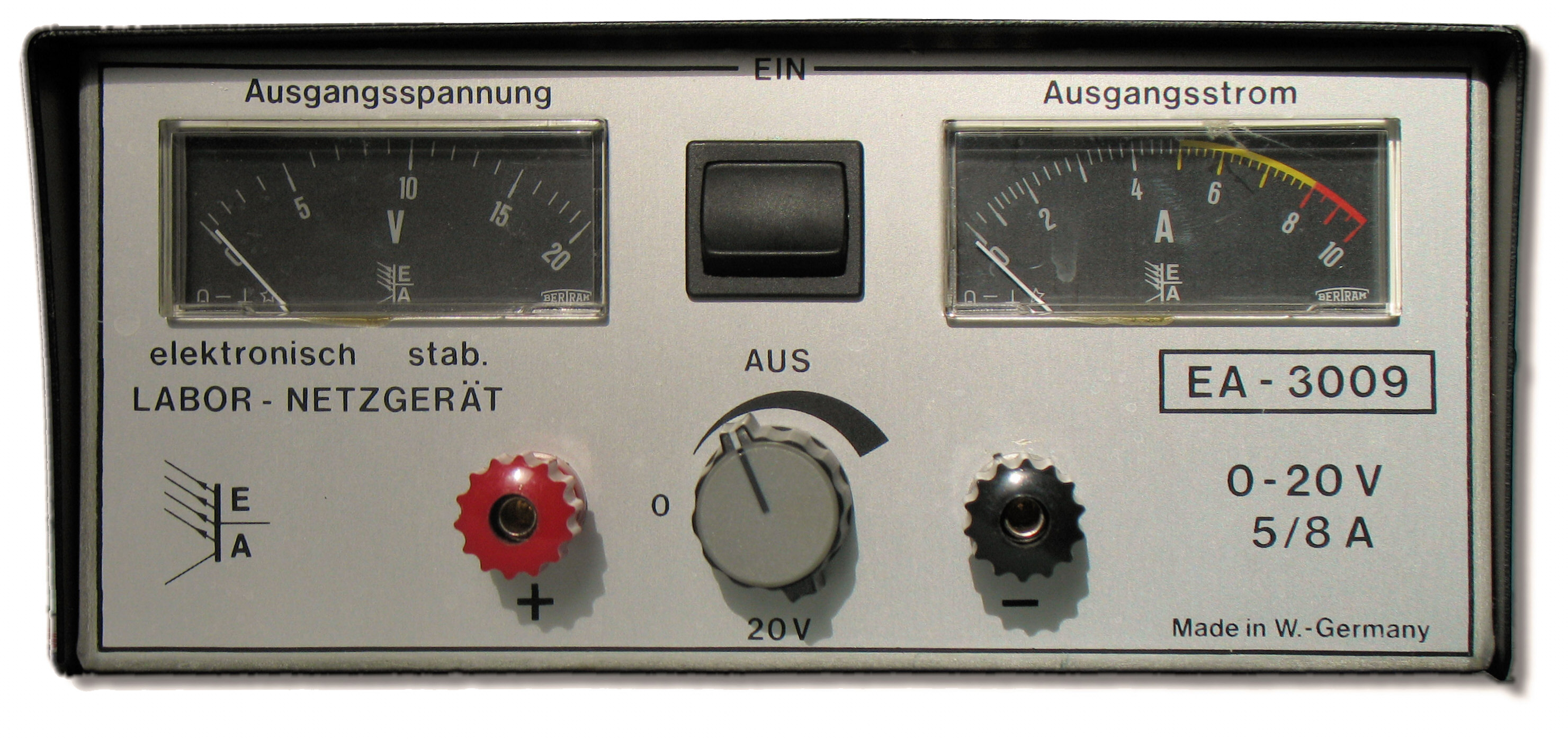
Egyszerű analóg laboratóriumi tápegység

A tápegység olyan készülék, amely az elektromos hálózat energiáját a rácsatlakoztatni kívánt eszköz által megkívánt feszültségűre alakítja.
Az elektromos készülékek különféle feszültséget és áramerősséget igényelnek. Az elektronikus áramkörökkel ellátott berendezésekhez általában egyenfeszültség is szükséges; amit célszerűbb a hálózati váltakozó feszültség átalakításával, mint például akkumulátorokból biztosítani.
A tápegységek lehetnek
- önálló készülékek, amelyek a hálózati feszültségből és/vagy egy akkumulátor feszültségéből állítanak elő meghatározott értékű feszültség(ek)et
- valamilyen elektromos eszköz belső szerkezeti egysége, amely a hálózati feszültségből és/vagy egy akkumulátor feszültségéből állít elő a készülék többi áramköre számára megfelelő feszültség(ek)et.

## Típusai

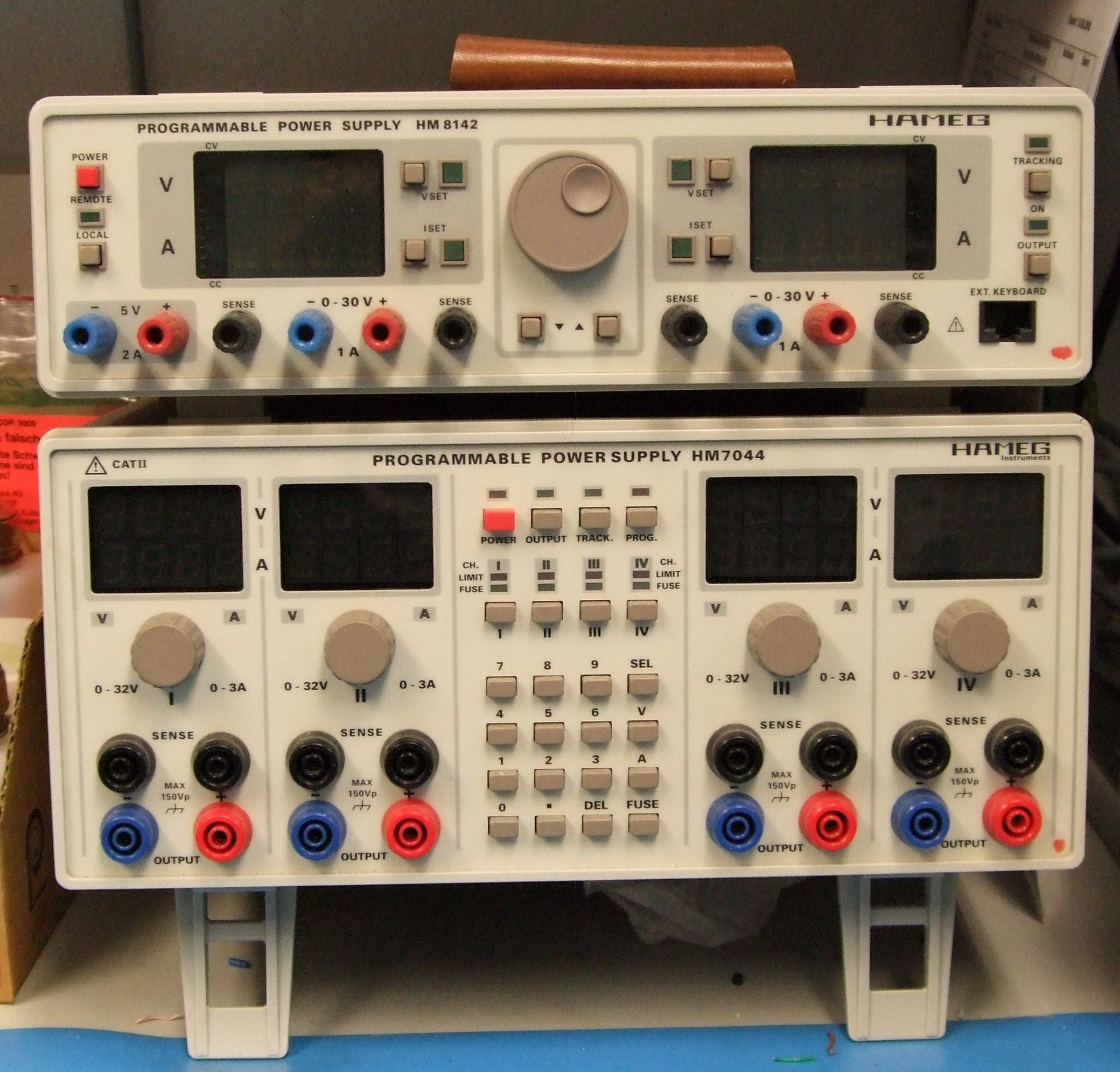
Programozható laboratóriumi tápegységek két vagy négy kimenettel

- Lineáris üzemű tápegység (Analóg-disszipatív)
- Kapcsolóüzemű tápegység (Nagyfrekvenciás, vagy  D osztályú)

## Fajtái

### Stabilizált tápegység
A kimeneti oldalon a feszültség változás kiküszöbölés érdekében szabályzó elektronikát alkalmaznak, így a kimeneti feszültség állandó marad. Amennyiben a táplálandó készülék a feszültség ingadozásaira érzékeny, ilyen tápegységet célszerű alkalmazni.

### Stabilizálatlan tápegység
Szabályzó elektronikát nem tartalmaz, ezért a kimeneti feszültség a terhelés, és a bemeneti feszültség függvényében változik. Egyszerűbb felépítésű berendezésekhez használják.

### Speciális tápegységek
Léteznek több bemenetű tápegységek is, amelyek nemcsak a hálózat irányából vannak megtáplálva, hanem akkumulátorról vagy szárazelemről, esetleg napelemről, dinamóról, generátorról is megtáplálhatóak. Az akkumulátorral is táplálható tápegységek gondoskodnak az akkumulátor töltéséről is, amikor a tápegység a hálózathoz is kapcsolódik.

## Főbb részei
- Transzformátor
- Egyenirányító(k), vagy Graetz-híd
- Szűrő áramkör. A hálózati egyenirányítás okozta feszültségingadozást („brumm”) és az esetlegesen a hálózatból érkező magasabb frekvenciájú zavarjeleket küszöböli ki.
  - Pufferkondenzátor (kis terhelőáramoknál)
  - RC-szűrő (egy soros ellenállás és egy párhuzamosan kapcsolt kondenzátor)
  - LC-szűrő (egy soros tekercs és egy párhuzamosan kapcsolt kondenzátor)
- Stabilizátor áramkör. A megkívánt kimeneti jellemzők szerint többféle lehet.
  - Feszültségstabilizátoros
    - Soros stabilizátor
    - Párhuzamos stabilizátor

  - Áram stabilizátoros

A tápegység rövidzárlat védelmére gyakran olvadóbiztosítékot; a túlterhelés ellen elektronikus zárlatvédelmet alkalmaznak.